# 黄志尹
黄志尹，广东番禺（今广东广州）人，是一名明朝政治人物。
黄志尹曾于1571年接替孙裔兴任崇明县知县一职，1574年由魏良臣接任。